# Temple solaire
Cet article possède des paronymes, voir Ordre du Temple solaire et Temple du soleil.
Le temple solaire est un type de monument de l'Égypte antique, apparu sous la Ve dynastie. En plus de leur fonction de complexe funéraire pour chaque roi, les temples solaires étaient des édifices religieux dédiés au culte royal.
Six temples solaires sont connus pour la Ve dynastie. S'y ajoutent le temple solaire de Ramsès II à Ain Shams dans la banlieue du Caire, et ceux du pharaon Akhenaton.

## Temples solaires de laVedynastie

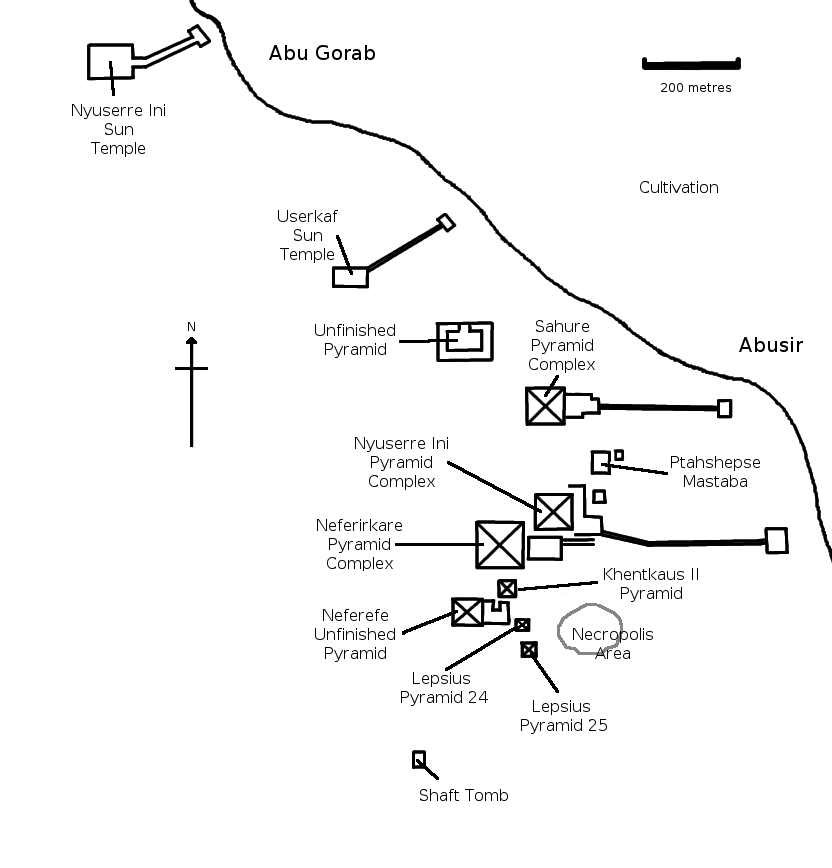
Plan schématique du site d'Abou Ghorab / Abousir.

Les temples solaires de la Ve dynastie sont nommés respectivement :
- Nekhenrê, « l'Enclos de Rê » pour Ouserkaf
- Sekhetrê, « la Roselière de Rê » pour Sahourê
- Setibrê, « la Place du Cœur de Rê » pour Néferirkarê Kakaï
- Heteprê, « le Repos de Rê » pour Néferefrê
- Chésépouibrê, « Celui qui réjouit le Cœur de Rê » pour Niouserrê
- Akhetrê, « l'Horizon de Rê » pour Menkaouhor

On n'en connaît aucun pour Chepseskarê. On ne connaît sur le terrain que celui d'Ouserkaf et celui de Niouserrê. Ceux de Néferirkarê et de Néferefrê sont régulièrement cités dans les papyri d'Abousir, mais ils n'ont pas encore été retrouvés.
| N5 · O47 | O25 |

| N5 · O47 | O25 |

| N5 · O47 | O25 |

| N5 · O47 | O25 |

| N5 | S29 | Aa1 · X1 | M20 | O25 |

| N5 | S29 | Aa1 · X1 | M20 | O25 |

| N5 | S29 | Aa1 · X1 | M20 | O25 |

| N5 | S29 | Aa1 · X1 | M20 | O25 |

| N5 | Q1 | X1 · F34 | O25 |

| N5 | Q1 | X1 · F34 | O25 |

| N5 | Q1 | X1 · F34 | O25 |

| N5 | Q1 | X1 · F34 | O25 |

| N5 | R4 · X1 · Q3 | O25 |

| N5 | R4 · X1 · Q3 | O25 |

| N5 | R4 · X1 · Q3 | O25 |

| N5 | R4 · X1 · Q3 | O25 |

| N5 | O42 · F34 | O25 |

| N5 | O42 · F34 | O25 |

| N5 | O42 · F34 | O25 |

| N5 | O42 · F34 | O25 |

| N5 | G25 | Aa1 · X1 · N17 | O25 |

| N5 | G25 | Aa1 · X1 · N17 | O25 |

| N5 | G25 | Aa1 · X1 · N17 | O25 |

| N5 | G25 | Aa1 · X1 · N17 | O25 |

### Fonction
Le sens et l'évolution des temples solaires sont ancrés dans l'histoire architecturale et religieuse de l'Ancien Empire, en particulier la Ve dynastie. Un débat existe sur les fonctions exactes de ces temples, puisqu'ils semblent avoir eu plus que des fonctions funéraires royales, contrairement aux pyramides égyptiennes, mais semblent avoir fait partie du culte de la royauté, puisqu'il était essentiel pour chaque roi d'avoir un temple personnel. Selon l'érudit Massimiliano Nuzzolo, au cours des Ve et VIe dynasties, le pharaon semble avoir acquis une nouvelle signification socio-religieuse en tant que « roi-soleil » et « dieu-soleil », ce qui correspond bien au fait que ces temples solaires sont les premiers exemples trouvés de grandes structures en pierre dédiées par des monarques égyptiens et entièrement séparées des pyramides funéraires.

### Organisation architecturale du temple
Les temples solaire étaient construits sur la rive ouest du Nil et semblent avoir eu un plan type semblable à celui des pyramides. Chaque temple solaire semble avoir eu trois sections principales, d'est en ouest : tout d'abord le temple de la vallée près d'un canal ou d'un site de culture ; ensuite la courte chaussée menant du temple de la vallée à la partie suivant ; enfin le temple solaire proprement-dit dans lequel se trouvait l'obélisque, élément principal et le plus visible de ce type de temples.

### Temple solaire d'Ouserkaf

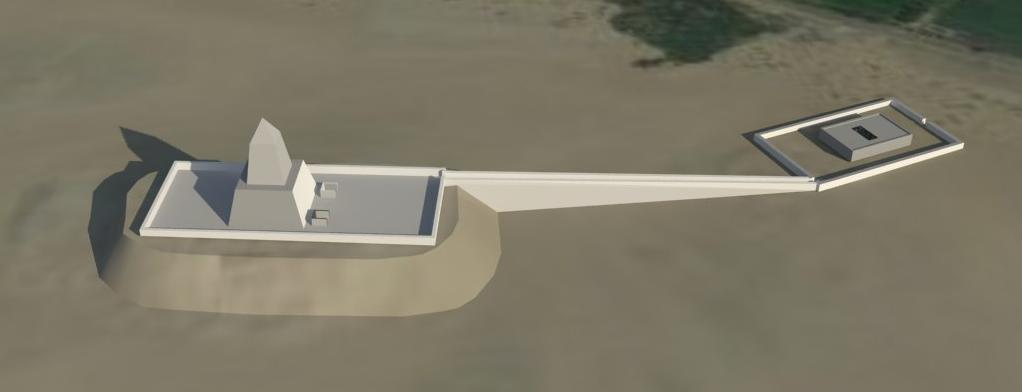
Restitution du temple solaire d'Ouserkaf

Le temple solaire d'Ouserkaf est appelé « l'Enclos de Rê ». Il est érigé à Abousir, loin au Nord de Saqqarah.
Ce complexe est composé :
- d'un « temple bas » enserré dans un mur d'enceinte. Il est orienté nord-est/sud-est et est construit en calcaire de Tourah. Il repose sur un soubassement massif en trois couches de blocs de calcaire. Y était liée une cour à portiques, à ciel ouvert et à piliers rectangulaires en granit. Des niches étaient alignées à l'arrière de la cour.
- d'une « chaussée » menant vers le « temple haut » soit le temple solaire proprement dit. Elle est longue de 165 m et était séparée en une grande chaussée centrale et deux petites voies latérales plus étroites.
- d'un « temple haut », qui a connu quatre phases de construction. Il a d'abord été construit sous la forme d'une butte quadrangulaire (peut-être la représentation de la butte du sanctuaire de Hiérakonpolis) entourée d'un mur d'enceinte. Ce temple haut a fait l'objet de reconstructions, sûrement par les successeurs d'Ouserkaf. On érige alors un obélisque de granit sur un socle de pierre à l'intérieur duquel se trouvent des pièces (dont des chapelles), et on ajoute entre autres des autels.

Tous ces éléments ont servi de carrière de pierre par la suite (notamment à l’époque romaine).

### Temple solaire de Néferirkarê
Le temple solaire de Néferirkarê, nommé « la Place du Cœur de Rê », n'est connu que par les papyri d'Abousir, trouvé lors de fouilles dans les années 1890. Ce sont des archives administratives de la vie du temple solaire qui fournissent des informations sur son fonctionnement au quotidien et sur sa relation avec le complexe funéraire du roi et de la reine.

### Temple solaire de Néferefrê
Le temple solaire de Néferefrê, nommé « le Repos de Rê », n'est également connu que par les papyri d'Abousir.

### Temple solaire de Niouserrê

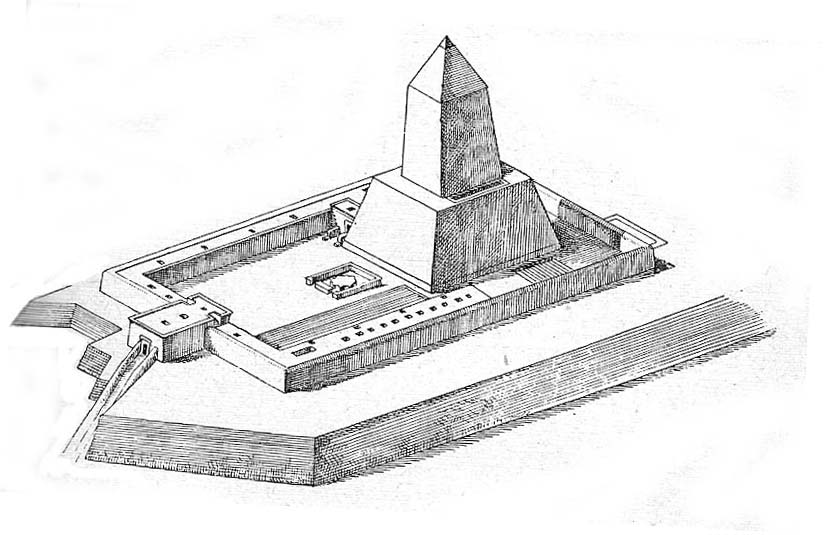
Restitution du temple solaire de Niouserrê

Son temple solaire est nommé « Celui qui réjouit le Cœur de Rê ». Il possède un petit temple bas, une courte chaussée qui mène au hall d'entrée et à la cour solaire. Au centre de cette cour se trouve un autel d'albâtre avec magasins d'offrandes, abattoirs et chapelle. C'est dans le podium de l'autel que se trouve la « Chambre des Saisons » (qui porte la représentation des saisons du calendrier égyptien). L'ensemble est délimité par une enceinte.

## Temples solaires du Nouvel Empire

### Aïn Chams
Le quartier d'Aïn Chams (l'Œil du Soleil) a été construit sur les ruines de la cité antique d'Héliopolis (la ville du Soleil), nom donné par les Grecs à la ville de Iounou (Jwnw), capitale de Basse-Égypte qui était le centre du culte du dieu-soleil Rê. Un temple solaire qui daterait de Ramsès II y a été découvert sous un marché aux puces.

### Akhetaton
Akhetaton (l'horizon d'Aton) a été fondée par Akhenaton. Les temples, dédiés au dieu unique Aton, y sont construits à ciel ouvert pour permettre aux rayons du soleil d'y pénétrer.